# Iver
Iver – wieś w Anglii, w hrabstwie Buckinghamshire, w dystrykcie (unitary authority) Buckinghamshire. Leży 27 km na zachód od centrum Londynu. W 2001 miejscowość liczyła 9925 mieszkańców.